# 三舟隆之
三舟 隆之（みふね たかゆき、1959年 - ）は、日本史学者、東京医療保健大学准教授。

## 来歴
東京都生まれ。1983年明治大学文学部史学地理学科卒業。89年同大学院博士後期課程単位取得退学。東京医療保健大学医療保健学部医療栄養学科准教授。2004年「日本古代地方寺院の成立」で明大博士（史学）。

## 著書
- 『日本古代地方寺院の成立』吉川弘文館、2003、オンデマンド版　2024　ISBN　9784642723879
- 『浦島太郎の日本史』吉川弘文館 歴史文化ライブラリー、2009　ISBN　9784642056854
- 『日本古代の王権と寺院』名著刊行会、2013

### 共著
- 『丹後半島歴史紀行 浦島太郎伝説探訪』瀧音能之共著 河出書房新社、2001
- 『古代の食を再現する みえてきた食事と生活習慣病』馬場基 共著 吉川弘文館、2021　ISBN　9784642046619
- 『古代寺院の食を再現する 西大寺では何を食べていたのか』馬場基 共著 吉川弘文館、2023　ISBN　9784642046732
- 『カツオの古代学　和食文化の源流をたどる』馬場基 共著 吉川弘文館、2024　ISBN　9784642046831

## 参考
- [ISBN　978-4-8390-0372-2]